# 뉴욕의 스포츠

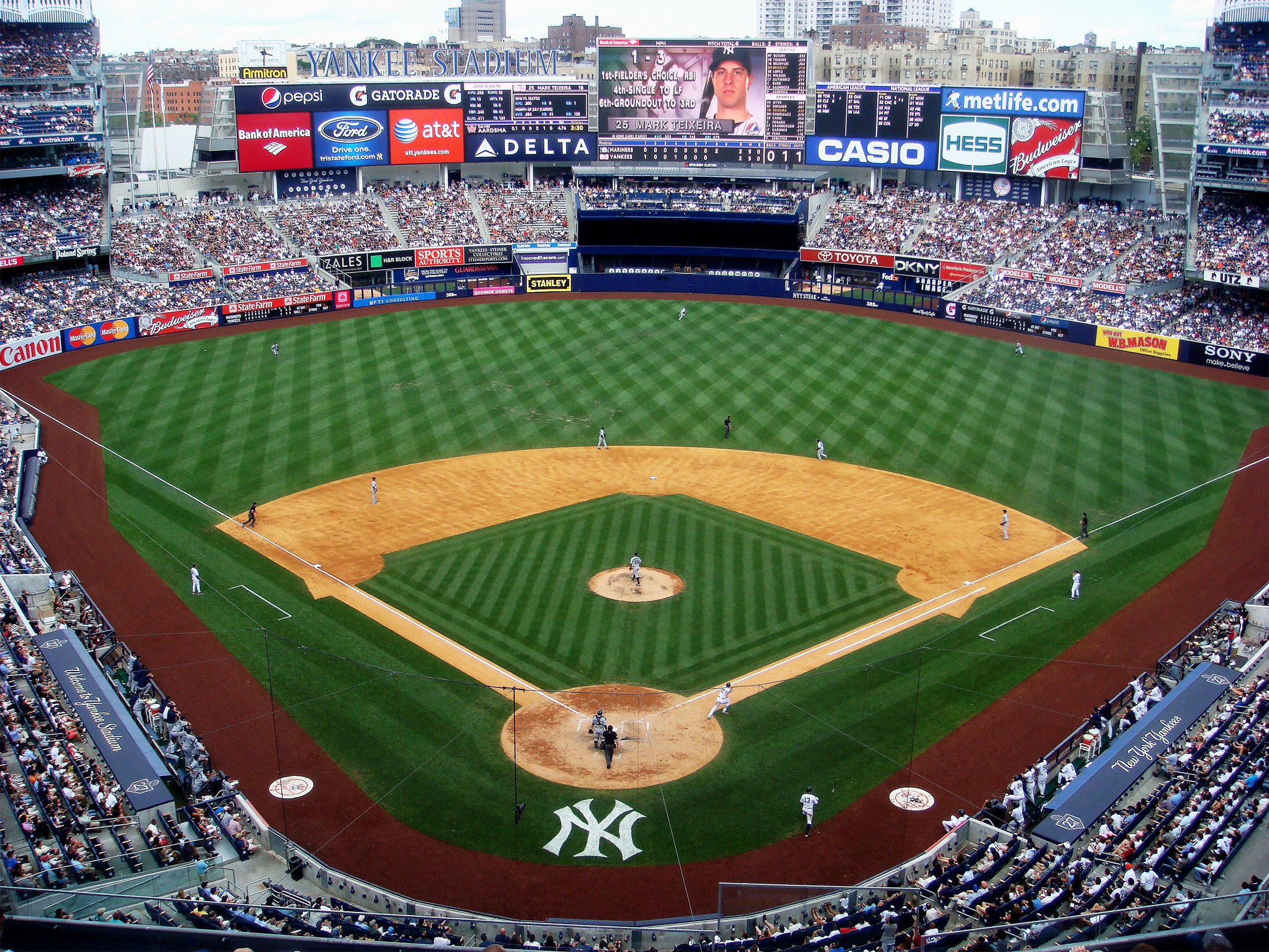
양키 스타디움

뉴욕의 스포츠는 다양한 프로 스포츠팀이 활동하면서 번창했다. 두 개의 메이저 리그 야구 팀이 있는 도시는 뉴욕을 포함하여, 로스앤젤레스, 시카고, 볼티모어-워싱턴 대도시권, 샌프란시스코 베이 에이리어로 5개 도시 밖에 없다. 메이저 리그 베이스볼에 현재 참가하고 있는 두 팀은 뉴욕 양키스와 뉴욕 메츠이며, 양 팀은 매 정규 시즌에 6번 맞붙는다. 양키스는 27번 우승했고, 메츠는 2번 우승하였다. 또한, 뉴욕 자이언츠 (현재 샌프란시스코 자이언츠)와 브루클린 다저스(현재 로스앤젤레스 다저스)도 뉴욕에 있었지만, 양 팀 모두 1958년에 캘리포니아로 이전했다. 마이너 리그팀은 스태튼아일랜드 양키스와 브루클린 사이클론즈가 있다. 뉴욕은 야구의 수도로 불린다. 또한 현재 양키스의 주장을 맡고 있는 데릭 지터는 뉴욕에서 가장 인기있는 스포츠 선수 중 한 명이다. 뉴욕 팀끼리 월드 시리즈 챔피언을 겨루는 시리즈를 서브웨이 시리즈라고 한다.

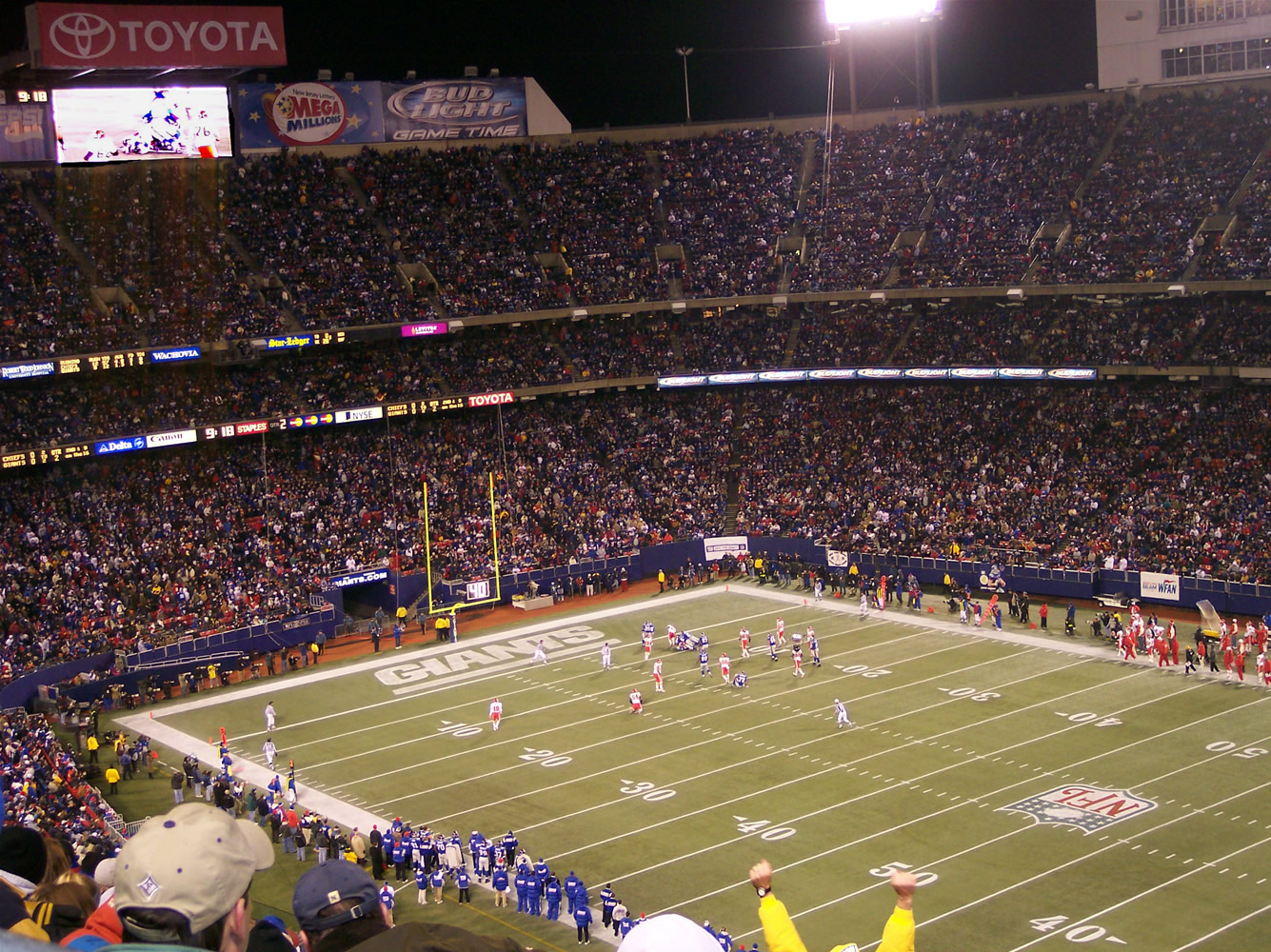
자이언츠 스타디움

미식축구팀에는 NFL 소속 뉴욕 제트와 뉴욕 자이언츠가 있다. 그러나 두 팀은 뉴저지주의 메트라이프 스타디움에 본거지를 두고 있다. 아이스하키팀에는 NHL 소속 뉴욕 레인저스가 있다. 뉴욕 근교에는 뉴저지 데블스와 롱아일랜드의 뉴욕 아일랜더스라는 두 NHL 팀도 있다.
축구는 미국과 캐나다의 프로축구 최상위리그인 메이저 리그 사커 소속의 뉴욕 레드불스가 있다. 레드불스 역시 미식축구 팀들과 마찬가지로 뉴저지주 해리슨의 레드불 아레나를 홈구장으로 하고 있다. 2015년에는 뉴욕의 퀸스 자치구를 연고지로 하는 뉴욕 시티 FC가 참가 예정이다.
농구는 NBA 소속 브루클린 네츠와 뉴욕 닉스가 있다. WNBA에는 뉴욕 리버티도 속하고 있다. 최초의 국립 대학교 농구 선수권 대회인 내셔널 인비테이션 토너먼트는 1938년에 뉴욕에서 개최되어, 지금도 매년 개최되고 있다.

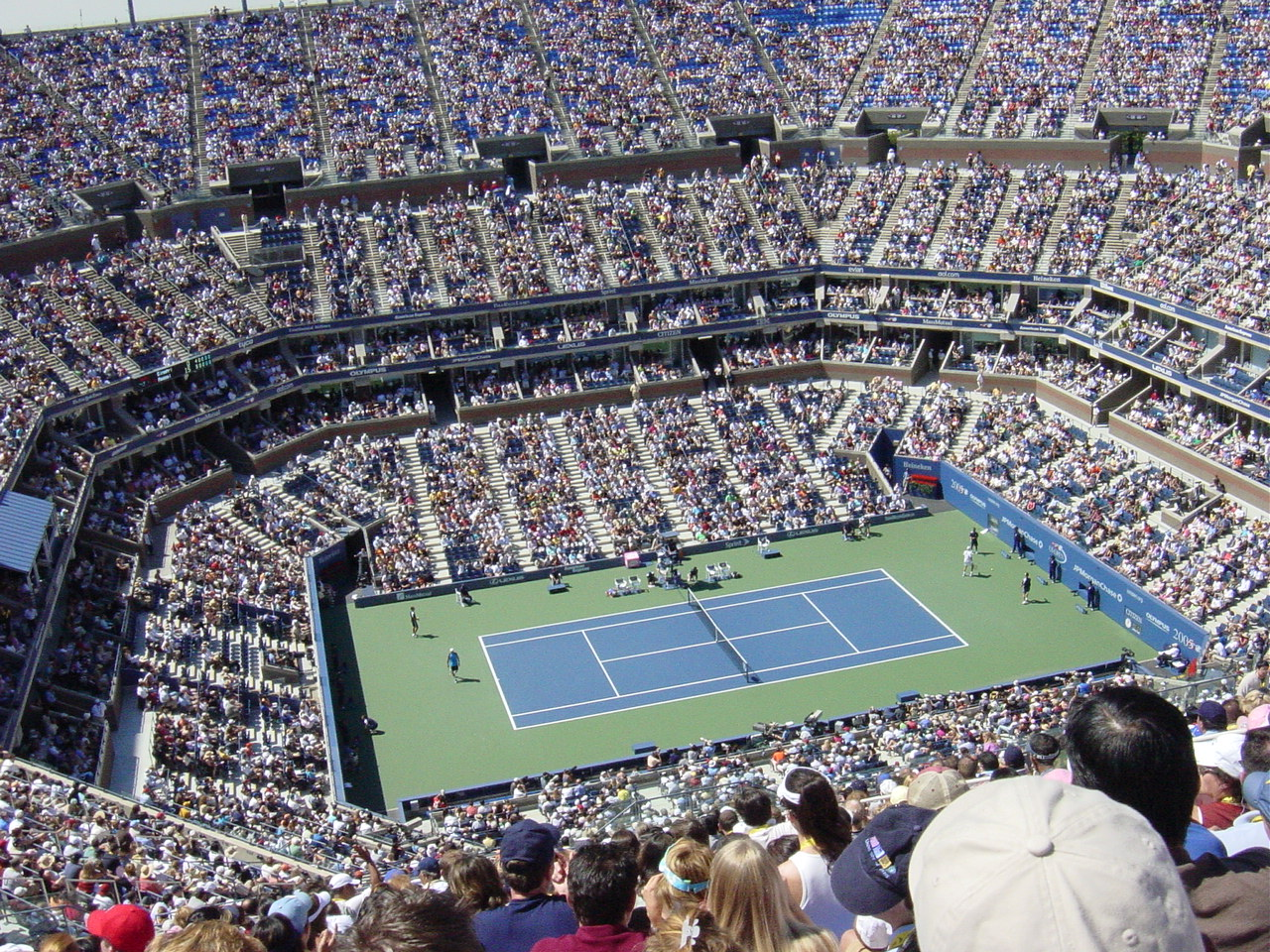
아서 애시 스타디움

앞서 말한 스포츠 이외에도 뉴욕에서는 각종 스포츠 대회가 개최되고 있다. 퀸스 플러싱에서는 그랜드 슬램 중 하나인 US 테니스 오픈 챔피언쉽이 열린다. 뉴욕 마라톤은 세계 최대의 마라톤 대회로, 2004년부터 2008년까지의 레이스 완주자 수는 세계 역사상 기록 1위부터 5위까지를 차지하고 있다. 밀로즈 게임스는 매년 열리는 육상 경기 대회이다. 권투는 매년 매디슨 스퀘어 가든에서 아마추어 복싱 골든 글로브스가 열린다.
뉴욕 이민 사회와 결부된 스포츠도 많다. 스틱볼은 야구의 길거리 버전으로 1930년대에 이탈리아계, 독일계, 아일랜드계 노동자 계급의 젊은이들 사이에서 유행했고 지금도 많이 행해지고 있으며, 브롱크스의 한 거리는 스틱볼 거리로 이름이 바뀌기도 하였다. 최근 남아시아와 카리브 제도에서 온 이민자의 유입에 따라 여러 아마추어 크리켓 리그도 개최되고 있다. 스트리트 하키, 축구, 야구 등의 스포츠는 뉴욕의 거리에서 흔히 볼 수있다. 뉴욕은 남녀노소 많은 사람들이 길거리 스포츠를 즐기고 있기 때문에 세계 최대의 도시 놀이터라고도 불린다.

## 뉴욕의 스포츠팀
| 이름            | 리그             | 본거지                   | 설립 | 우승 횟수 |
| --------------- | ---------------- | ------------------------ | ---- | --------- |
| 뉴욕 양키스     | MLB (야구)       | 양키 스타디움            | 1901 | 27        |
| 뉴욕 메츠       | MLB (야구)       | 시티필드                 | 1962 | 2         |
| 뉴욕 레인저스   | NHL (아이스하키) | 매디슨 스퀘어 가든       | 1926 | 4         |
| 뉴욕 아일런더스 | NHL (아이스하키) | 바클레이스 센터          | 1972 | 4         |
| 뉴욕 자이언츠   | NFL (미식축구)   | 메트라이프 스타디움      | 1925 | 6         |
| 뉴욕 제츠       | NFL (미식축구)   | 메트라이프 스타디움      | 1960 | 1         |
| 뉴욕 닉스       | NBA (농구)       | 매디슨 스퀘어 가든       | 1946 | 2         |
| 브루클린 네츠   | NBA (농구)       | 바클레이스 센터          | 1967 | 2         |
| 뉴욕 리버티     | WNBA (여자 농구) | 웨스트체스터 카운티 센터 | 1997 | 0         |
| 뉴욕 레드불스   | MLS (축구)       | 레드불 아레나            | 1996 | 0         |
| 뉴욕 시티 FC    | MLS (축구)       | 양키 스타디움            | 2013 | 0         |